# Izzy Fry
Izzy Fry (4 maggio 2000) è una mezzofondista britannica.

## Palmarès
| Anno | Manifestazione   | Sede      | Evento         | Risultato | Prestazione | Note                          |
| ---- | ---------------- | --------- | -------------- | --------- | ----------- | ----------------------------- |
| 2019 | Europei juniores | Borås     | 5000 m piani   | 4ª        | 16'24"50    | Miglior prestazione personale |
| 2019 | Europei di cross | Lisbona   | Corsa U20      | 6ª        | 14'33"      |                               |
| 2019 | Europei di cross | Lisbona   | A squadre      | Oro       | 29 p.       |                               |
| 2021 | Europei Under-23 | Tallinn   | 5000 m piani   | 8ª        | 16'01"06    |                               |
| 2021 | Europei di cross | Dublino   | Corsa U23      | 41ª       | 21'15"      |                               |
| 2021 | Europei di cross | Dublino   | A squadre      | Bronzo    | 37 p.       |                               |
| 2023 | Europei di cross | Bruxelles | Corsa seniores | 10ª       | 35'37"      |                               |
| 2023 | Europei di cross | Bruxelles | A squadre      | Oro       | 18 p.       |                               |
| 2024 | Europei          | Roma      | 5000 m piani   | 9ª        | 15'05"66    | Miglior prestazione personale |
| 2024 | Europei di cross | Antalya   | Corsa seniores | 14ª       | 26'27"      |                               |
| 2024 | Europei di cross | Antalya   | A squadre      | Argento   | 36 p.       |                               |

## Campionati nazionali
2019
- 16ª ai campionati britannici, 5000 m piani - 17'10"85
- Eliminata in batteria ai campionati britannici under-20, 1500 m piani - 4'34"91

2020
- 4ª ai campionati britannici, 5000 m piani - 16'02"00

2022
- 6ª ai campionati britannici, 5000 m piani - 15'47"60
- Bronzo ai campionati britannici indoor, 3000 m piani - 9'09"30

2023
- 5ª ai campionati britannici indoor, 3000 m piani - 9'01"13

2024
- Bronzo ai campionati britannici, 5000 m piani - 15'14"92

2025
- Bronzo ai campionati britannici, 10000 m piani - 31'47"60

## Altre competizioni internazionali
2021
- 5ª al Cardiff Cross Challenge ( Cardiff) - 20'47"

2022
- 9ª all'ISTAF Berlin ( Berlino), 5000 m piani - 15'45"61
- 10ª alla BOclassic ( Bolzano) - 16'27"
- Bronzo al Northern Ireland International Cross Country ( Belfast) - 21'48"

2023
- 6ª al Cardiff Cross Challenge ( Cardiff) - 21'37"

2024
- 5ª al Cardiff Cross Challenge ( Cardiff) - 20'30"